# 美空真瑠
美空 真瑠（みそら まる、11月29日）は、宝塚歌劇団花組所属する男役スター。
兵庫県西宮市、市立上ヶ原中学出身。身長169cm。愛称は「まる」。

## 来歴
2017年、宝塚音楽学校入学。
2019年、音楽学校卒業後、宝塚歌劇団に105期生として入団。入団時の成績は4番。宙組公演「オーシャンズ11」で初舞台。その後、花組に配属。
2024年、永久輝せあ・星空美咲トップコンビ大劇場お披露目公演「エンジェリックライ」で新人公演初主演。

## 主な舞台

### 初舞台
- 2019年4 - 5月、宙組『オーシャンズ11』（宝塚大劇場のみ）

### 花組時代
- 2019年8 - 11月、『A Fairy Tale -青い薔薇の精-』『シャルム!』
- 2020年7 - 11月、『はいからさんが通る』[注釈 1]
- 2021年1 - 2月、『NICE WORK IF YOU CAN GET IT』（東京国際フォーラム・梅田芸術劇場） − マシュー
- 2021年4 - 7月、『アウグストゥス-尊厳ある者-』『Cool Beast!!』
- 2021年11 - 12月、『元禄バロックロック』 - タダシチ、新人公演：ヤスベエ（本役:飛龍つかさ）『The Fascination（ザ ファシネイション）!』（宝塚大劇場）
- 2022年1 - 2月、『元禄バロックロック』 - タダシチ『The Fascination（ザ ファシネイション）!』（東京宝塚劇場）
- 2022年3 - 4月、『冬霞（ふゆがすみ）の巴里』（ドラマシティ・東京建物 Brillia HALL） - シャルル
- 2022年6 - 7月、『巡礼の年〜リスト・フェレンツ、魂の彷徨〜』 - 少年リスト、新人公演：エミール・ド・ジラルダン（本役：聖乃あすか）『Fashionable Empire』（宝塚大劇場）
- 2022年8 - 9月、『巡礼の年〜リスト・フェレンツ、魂の彷徨〜』 - 少年リスト『Fashionable Empire』（東京宝塚劇場）
- 2022年10 - 11月、『フィレンツェに燃える』 - パオロ『Fashionable Empire』（全国ツアー）
- 2023年1月、『うたかたの恋』 - モーリス大尉『ENCHANTEMENT（アンシャントマン）-華麗なる香水（パルファン）-』（宝塚大劇場）
- 2023年2 - 3月、『うたかたの恋』 - モーリス大尉、新人公演：ブラットフィッシュ（本役：聖乃あすか）『ENCHANTEMENT（アンシャントマン）-華麗なる香水（パルファン）-』（東京宝塚劇場）
- 2023年5月『舞姫』（バウホール） - ホットワイン売り/青木英嗣
- 2023年7 - 10月、『鴛鴦歌合戦（おしどりうたがっせん）』 - 空丸、新人公演：峰沢丹波守（本役：永久輝せあ）『GRAND MIRAGE!』
- 2023年11 - 12月、『激情』 - ルシオ『GRAND MIRAGE!』（全国ツアー）
- 2024年2 - 3月、『アルカンシェル』（宝塚大劇場） - シモン
- 2024年4 - 5月、『アルカンシェル』（東京宝塚劇場） - シモン、新人公演：イヴ・ゴーシェ（本役：聖乃あすか）
- 2024年7 - 8月、『ドン・ジュアン』（御園座） - ホセ
- 2024年9 - 2025年1月、『エンジェリックライ』 - ウタエル、新人公演：アザゼル（本役：永久輝せあ）『Jubilee（ジュビリー）』 新人公演初主演[1][2]
- 2025年3 - 4月、『儚き星の照らす海の果てに』（バウホール） - ジョージ・カミング
- 2025年6 - 9月、『悪魔城ドラキュラ』 - コウモリA、新人公演：神官シャフト（本役：峰果とわ）『愛, Love Revue!』
- 2025年11 - 12月、『Goethe!』（東京国際フォーラム・梅田芸術劇場）

## 出演イベント
- 2024年8月、宝塚市制70周年記念事業 ギネス世界記録TM町おこしニッポン ~Longest line of bouquets~ (最も長いブーケの列)